# Яшнев, Алексей Степанович
Алексе́й Степа́нович Я́шнев (12 [25] февраля 1906 года, с. Сосновка, Бугурусланский уезд, Самарская губерния — 25 января 1945 года, окрестности г. Бреслау) — участник Великой Отечественной войны, командир взвода 248-го стрелкового полка 31-й стрелковой дивизии 52-й армии 1-го Украинского фронта, Герой Советского Союза, лейтенант.

## Биография
Родился 12 (25) февраля 1906 года в селе Сосновка ныне Похвистневского района Самарской области.
Обучался в Мариинско-Посадском лесном техникуме (выпускник 1937 года).

## Награды
- Медаль «Золотая Звезда» Героя Советского Союза;
- орден Ленина.

## Память
- В городе Димитровград Ульяновской области имя Героя носит улица.
- Его бюст в 2012 году установлен на Аллее Героев.
- В 1977 году на здании лесотехнического техникума в городе Мариинский Посад (ныне Чувашская Республика) установлена мемориальная доска Герою.